# Saint-Laurent-du-Var
 Saint-Laurent-du-Var  es una población y comuna francesa, en la región de Provenza-Alpes-Costa Azul, departamento de Alpes Marítimos, en el distrito de Grasse. Es la cabecera y mayor población del cantón de Saint-Laurent-du-Var-Cagnes-sur-Mer-Est.

## Demografía
| 293 | 258 | 405 | 581 | 837 | 836 | 780 | 824 | 777 | 774 | 806 | 713 | 752 | 944 | 1 170 | 1 230 | 1 366 | 1 530 | 1 791 | 2 205 | 2 523 | 3 215 | 4 112 | 4 825 | 4 006 | 5 623 | 8 186 | 10 156 | 15 503 | 20 678 | 24 426 | 27 141 | 30 290 |
| Para los censos de 1962 a 1999 la población legal corresponde a la población sin duplicidades (Fuente: INSEE [Consultar]) |     |     |     |     |     |     |     |     |     |     |     |     |     |       |       |       |       |       |       |       |       |       |       |       |       |       |        |        |        |        |        |        |

Forma parte de la aglomeración urbana de Niza.

## Hermanamientos
- Landsberg am Lech  Alemania
- Waldheim  Alemania
- Siófok  Hungría
- Pertenece a la asociación de las comunas franceses con el nombre de Saint-Laurent (95 en la Francia metropolitana y una en Guayana).